# Tiftitine
Le tiftitine est un plat traditionnel algérien
 originaire de Ghardaia, à base de viande, d'épices et de dattes.

## Description
C'est un plat à base de pâtes artisanales, de la grosseur des spaghettis, ou coupées en petits morceaux. Ces pâtes sont plongées dans une sauce rouge au jus de dattes, où sont mijotés des morceaux de viande d'agneau ou de chamelon.